# Zumsteinhaus

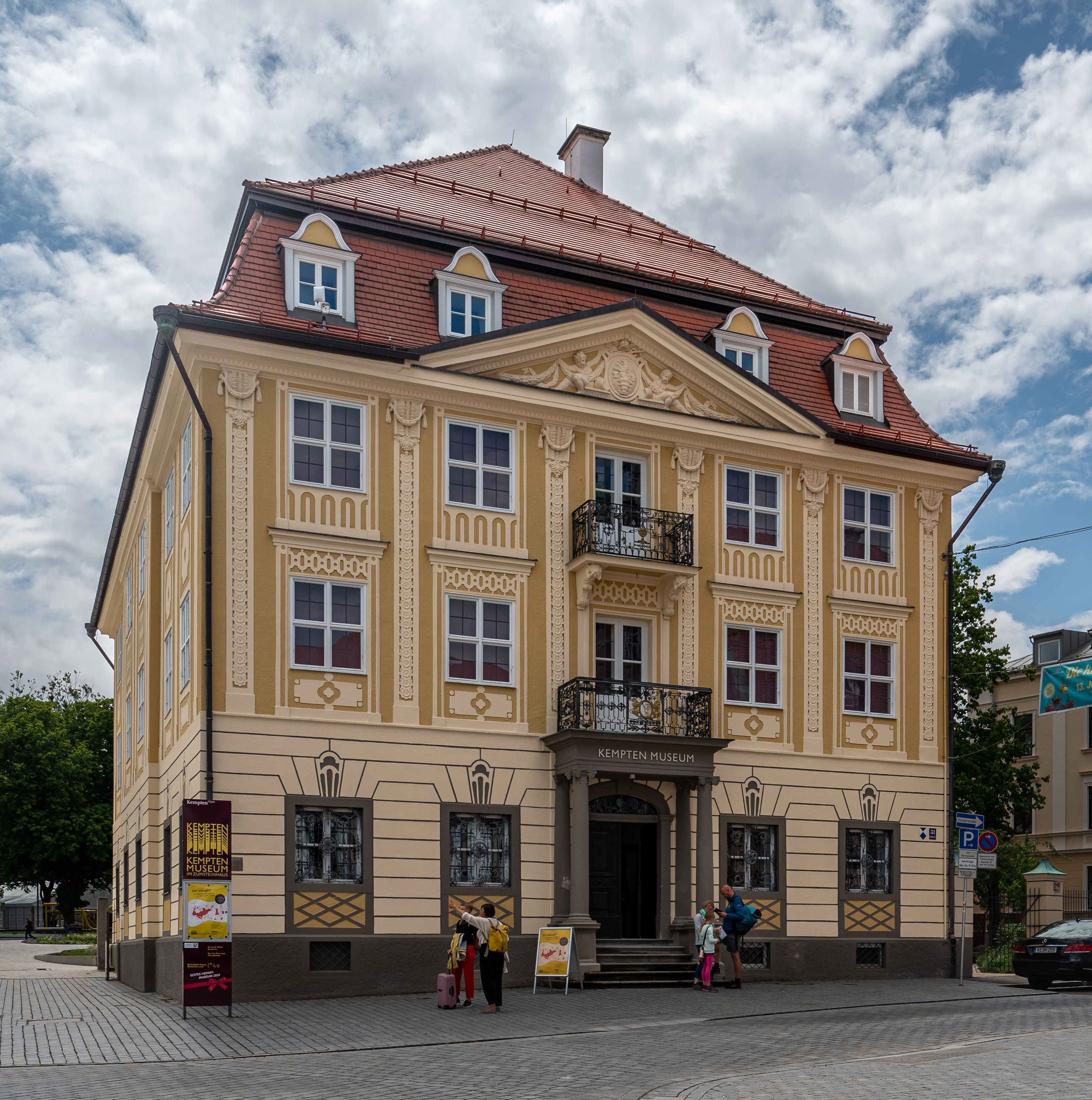
Das Zumsteinhaus – seit 2019 in ockergelber Fassadengestaltung

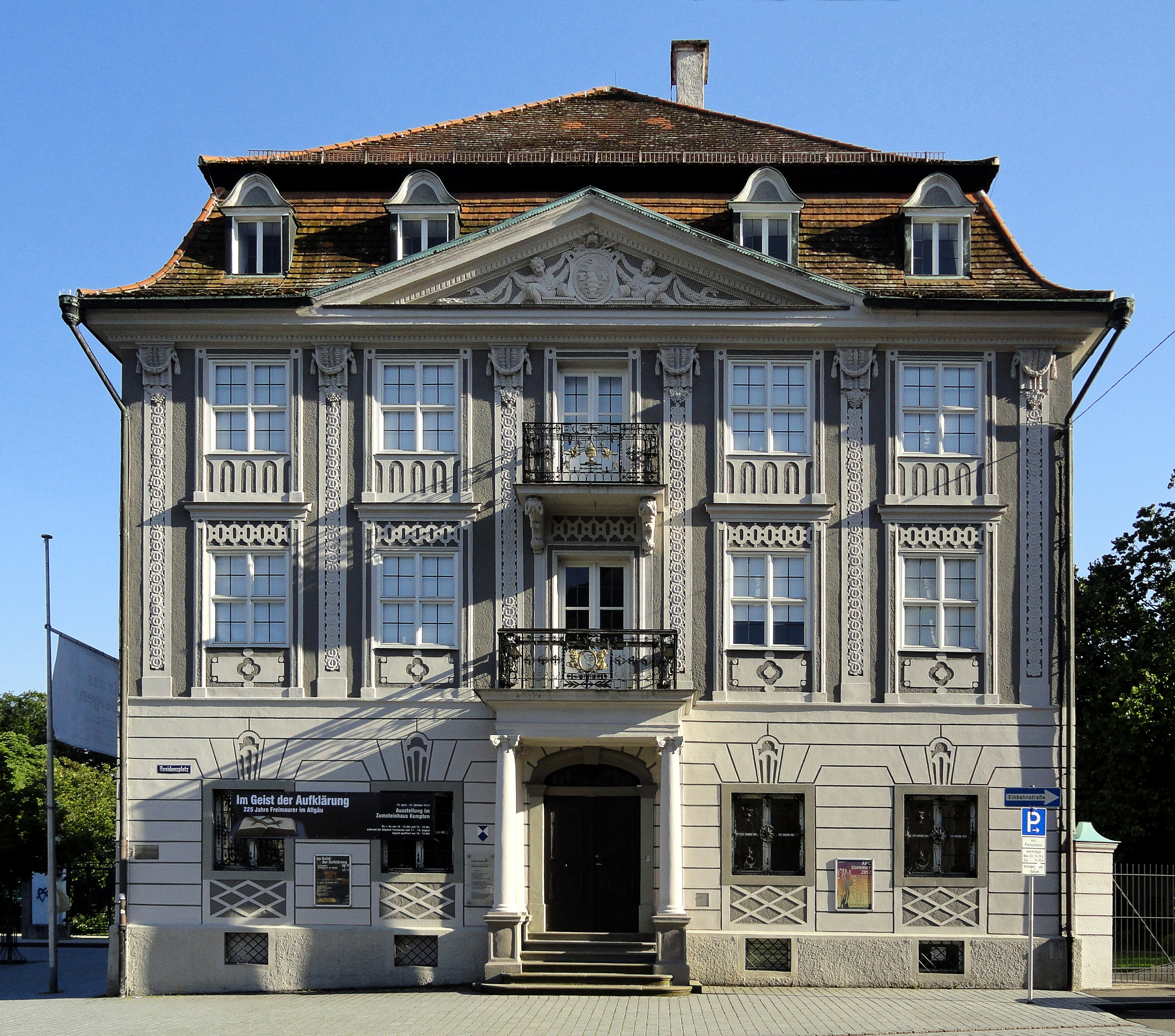
Zumsteinhaus, Frontfassade – vor 2019 in grauer Farbgebung

Das Zumsteinhaus ist ein unter Denkmalschutz stehendes Haus mit der Anschrift Residenzplatz 31 in Kempten (Allgäu). Es wurde 1802 für die aus Savoyen stammende Kaufmannsfamilie Zumstein de la Pierre erbaut und 1959 restauriert. Das seit 1951 im Besitz der Stadt befindliche Gebäude beherbergte bis 2015 ein Römisches Museum (ab 1961) und ein Naturkundemuseum (ab 1975). Von 2003 bis 2015 wurde das Bauwerk während der Adventszeit als Adventskalender verwendet. Seit 2015 war das Gebäude wegen umfassender Renovierungsarbeiten und der Einrichtung des neuen Stadtmuseums geschlossen. Am 6. bis 8. Dezember 2019 wurde das Kempten-Museum im Zumsteinhaus eröffnet.

## Beschreibung

Das Zumsteinhaus im Jahr 1900

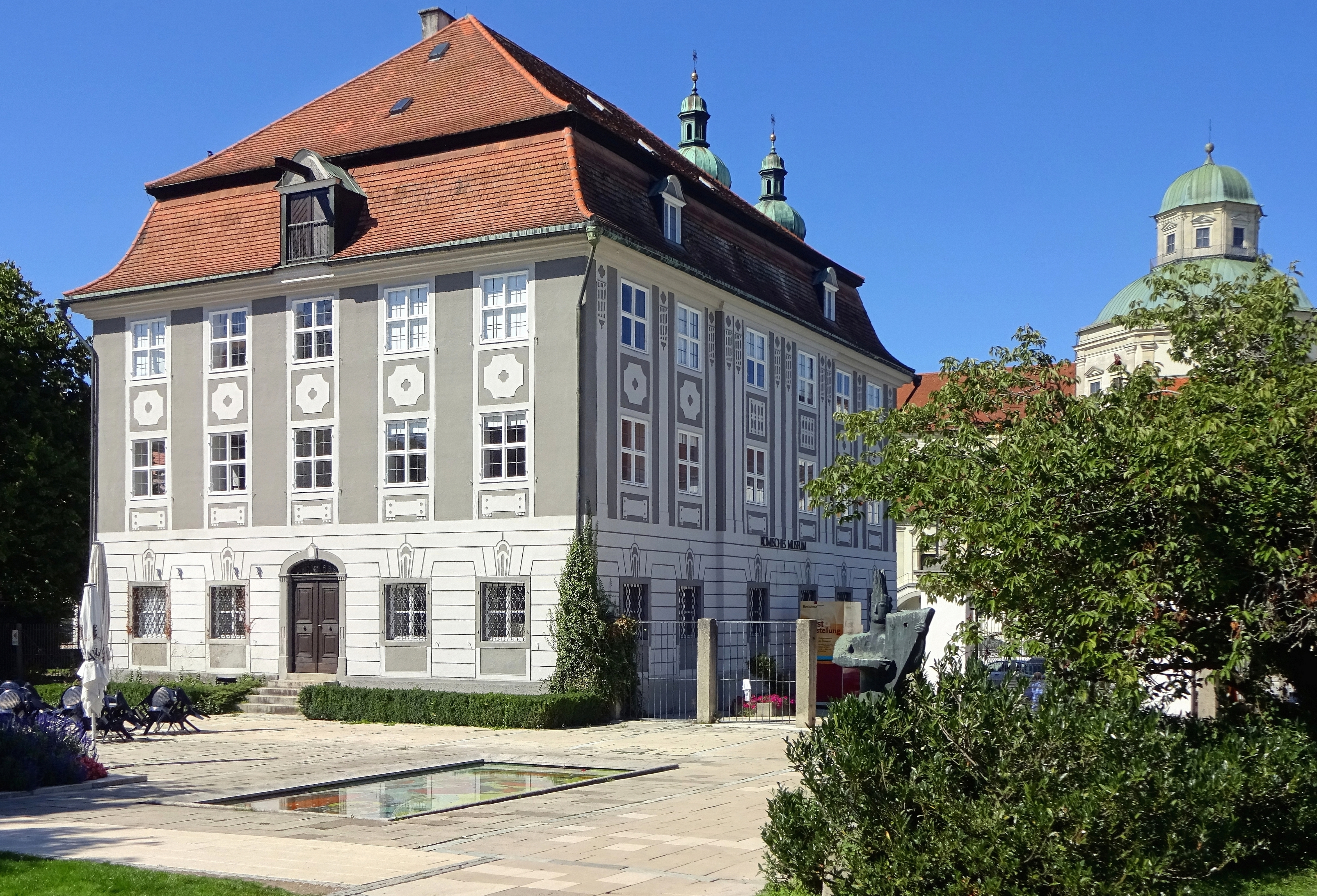
Rückfassade

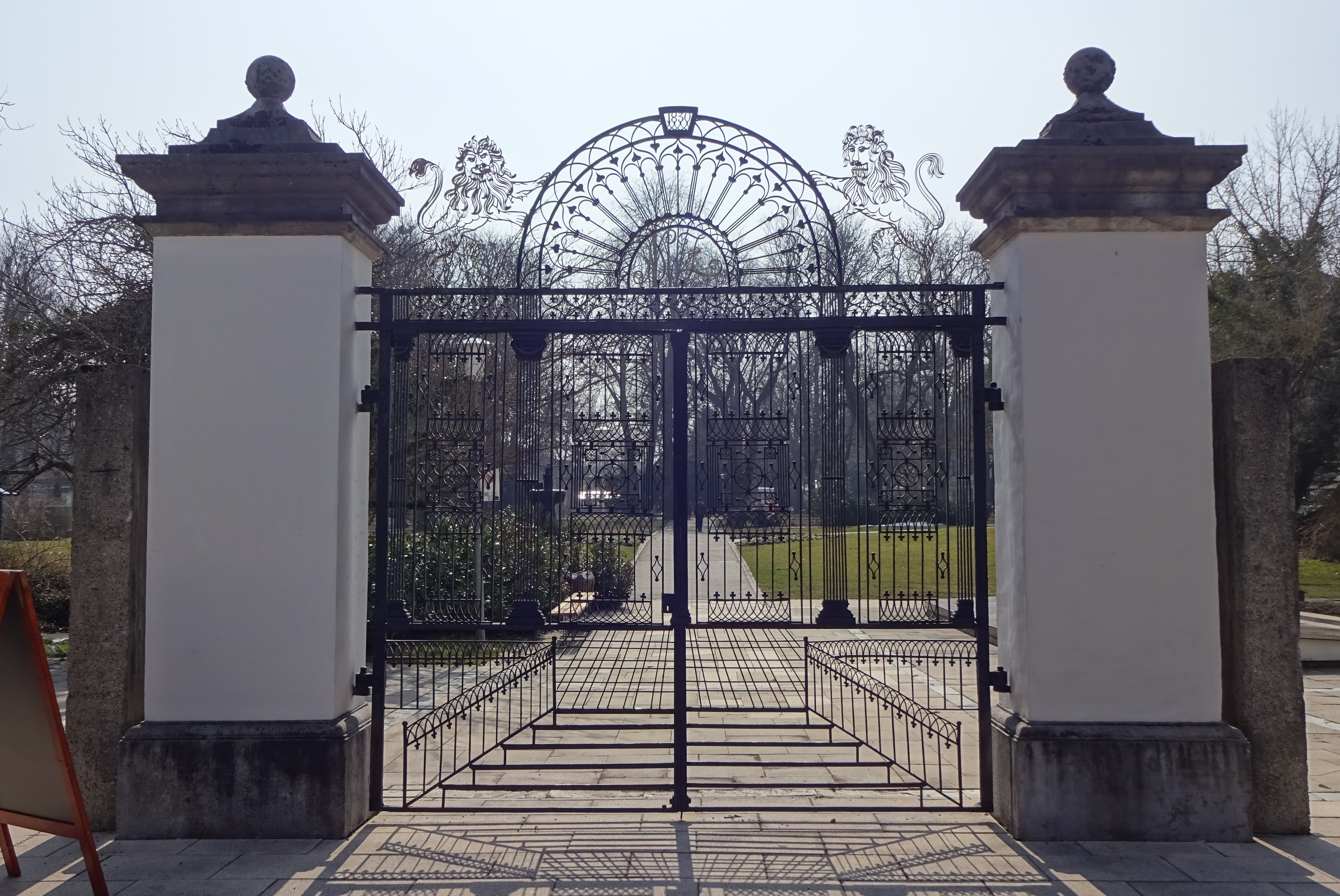
Gartentor mit perspektivischen Gitter aus dem Jahr 1830

### Gebäude
Das freistehende, dreigeschossige Haus besitzt fünf zu sechs Achsen und ein Mansarddach. Die Hauptfassade zeigt in Richtung Norden zum Residenzplatz. Die vergitterten Erdgeschossfenster schmückt ein gequaderter Verputz aus Rautenfeldern mit Andreaskreuz und einem Scheitelstein. Das mittig liegende Hauptportal besitzt ein rechteckiges, vergittertes und mit Vasen verziertes Kämpferfenster, das als Korbbogen geformt ist. Die geschnitzte Tür ist mit löwenkopfförmigen Türklopfern besetzt. Zwei Halbsäulen neben dem Hauptportal sind über dem Gebälk durch ein Balkongitter miteinander verbunden. Der Balkon entspricht dem des zweiten Obergeschosses, der auf Volutenkonsolen steht. Löwen auf dem unteren Balkongitter halten ein Monogramm mit den Buchstaben VSZ. Auf dem oberen befindet sich eine Vase. Pilaster unter den Rechteckfenstern der beiden Obergeschosse tragen plastische Volutenkapitelle und Zopfgehänge. Über den Fenstern befinden sich Rosettenfelder mit verschmolzenen Ovalen. In einem flachen Dreiecksgiebel, dem Kranzgesims, halten Putten mit Zopfgehängen das Wappen der Zumsteins. Daneben befinden sich jeweils zwei Dachgauben mit geschwungener Verdachung. Ein perspektivisches Gitter zwischen den Pfeilern mit Gebälkschluss trägt die Jahreszahl 1830 und das Monogramm N.Z in einer von Löwen gehaltenen Archivolte. Die Seitenfassade mit zweiachsigem Mittelrisalit besitzt eine einfache Putzgliederung mit Lisenen, die Rückfront ein Korbbogenportal ohne Lisenen und eine Dachgaube.
Das Erdgeschoss ist durch einen kreuzgratgewölbten Gang geteilt. Etwa in der Mitte dieses Ganges befindet sich das Treppenhaus, das in einer Doppelarkade über einer Hängekonsole geöffnet ist. Die Treppenbrüstung ist geschnitzt und besitzt ovale Öffnungen. Die Räume sind sparsam klassizistisch stuckiert. Die kreuzgratgerippten Räume des Erdgeschosses haben Faszienrippen und Rosetten, die Räume der oberen Geschosse einfache Rahmenstuckfelder mit Hohlkehlen.
Bei der umfassenden Sanierung 2018/19 wurde die Farbe der Außenfassade wieder auf die Ursprungsfassung von 1802 in Gelbtönen zurückgeführt. Die damalige gelbe Farbgebung hatte allerdings nur wenige Jahre Bestand, wie ein Gemälde von Franz Sales Lochbihler aus dem Jahr 1815 zeigt und wurde dann durch eine grau-weiße Bemalung ersetzt. Die heutige Farbgebung in Ockergelb stößt in der Bürgerschaft von Kempten z. T. auf Kritik.
Am 6. bis 8. Dezember 2019 wurde in dem umgestalteten Gebäude das Kempten-Museum eröffnet.

### Außenanlage
Neben dem Haus befindet sich ein künstlerisches, ebenfalls denkmalgeschütztes Gartentor, welches mit dem perspektivischen Gitter aus dem Jahr 1830 in den Kemptener Stadtpark führt und während der Allgäuer Festwoche als Haupteingang dient. Verziert wird das geschmiedete Tor durch zwei oberhalb befindliche, goldene Löwen. Hinter diesem Gartentor befindet sich noch ein kleiner Garten mit einem großen Wasserbecken, welches mit einem römischen Bild aus Mosaik geschmückt ist. Daneben befinden sich in einer Reihe kleinere Springbrunnen.

## Museale Nutzung

### Römisches Museum und Naturkundemuseum

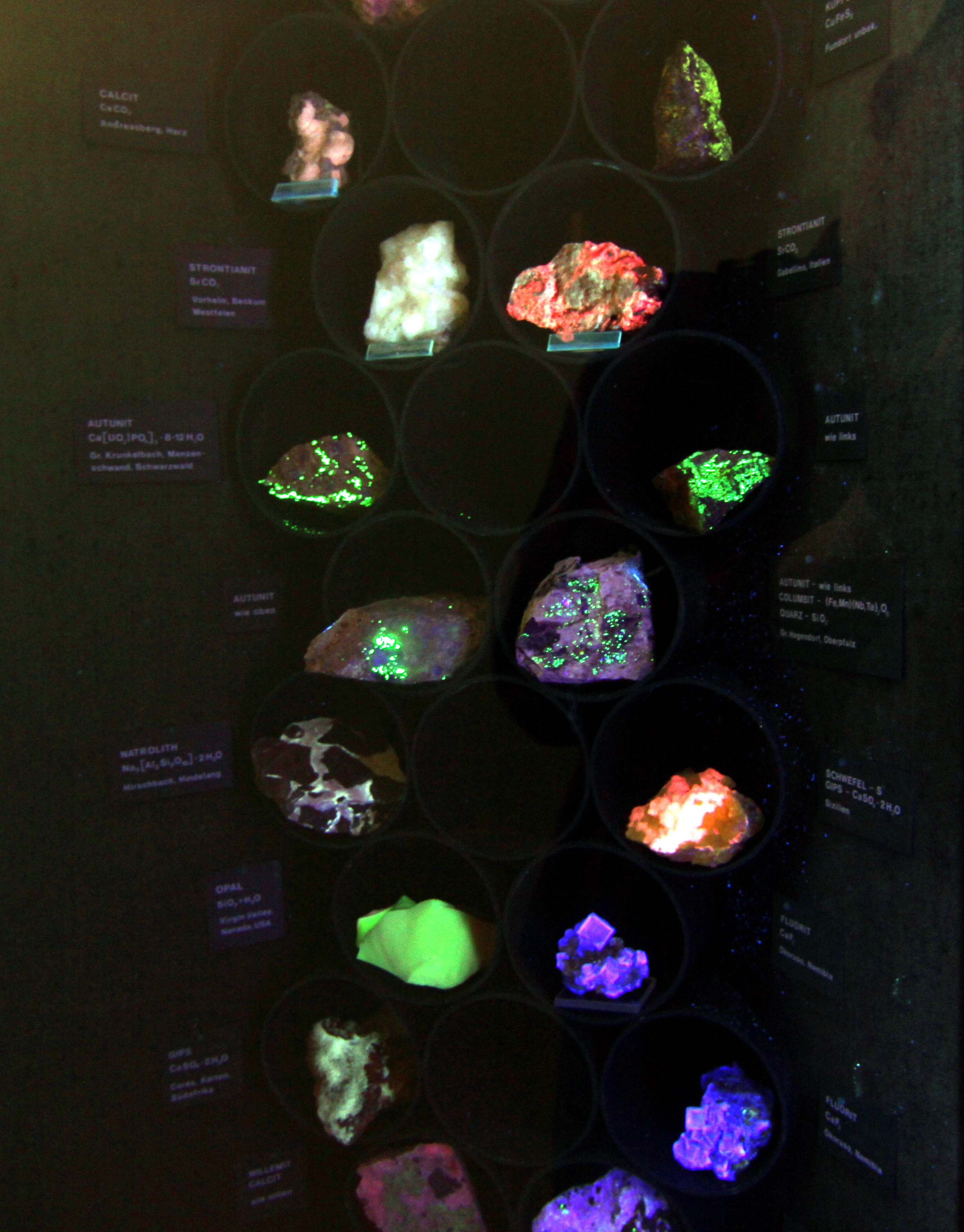
Fluoreszierende Minerale in einer UV-Kabine

Ab 1961 befand sich im Erdgeschoss das Römische Museum, das über die Besiedelung des Gebiets in der Römerzeit aufklärte. Zusätzlich wurden Exponate von Ausgrabungen aus der Zeit der Kelten und Alemannen, darunter Grabbeigaben aus örtlichen Gräberfeldern des Frühmittelalters, ausgestellt. Der sogenannte Wiggensbacher Schatzfund, ein Depot aus Münzen und Schmuck, war ein wichtiger Teil der Sammlung. Er wurde vermutlich beim Alamanneneinfall 233 n. Chr. vergraben.
Das Naturkundemuseum, welches 1975 im Obergeschoss eröffnet wurde, basierte auf der geschenkten Sammlung des Geologen Karl August Reiser. Die Reiser-Sammlung zeigte Fossilien, Gesteinsproben und Minerale. Diese Exponate wurden kontinuierlich ergänzt.
Das Haus war aufgrund von Sparmaßnahmen der Stadt bereits seit 2003 weitgehend geschlossen und vom Heimatverein Kempten in den Frühlings-, Sommer- und Herbstmonaten für einige Stunden in der Woche zugänglich gehalten. Anfang Mai 2015 wurde das Haus für Umbauarbeiten komplett geschlossen und beide Museen wurden aufgelöst.

### Kempten-Museum
Der Abschluss der Sanierung war für Dezember 2018 geplant, verschob sich aber mehrmals, zuerst auf den Oktober 2019, dann auf das erste Dezemberwochenende 2019. Das neue Stadtmuseum trägt den Titel Kempten-Museum und wurde komplett neu konzipiert. Es ist thematisch, nicht chronologisch gegliedert. Nur ein kleiner Teil der Ausstellungsstücke wurde bis Ende November 2018 im Allgäu-Museum gezeigt.
Ziel der Neukonzeption ist, „[d]as umfangreiche kulturelle Erbe der Stadt Kempten (Allgäu) auf lebendige Weise zu vermitteln und eine offene, kommunikative und barrierefreie kulturelle Drehscheibe zu schaffen. [...] Das denkmalgeschützte Zumsteinhaus am belebten Residenzplatz wird die Stadtgeschichte von der ersten römischen Besiedlung bis in die Gegenwart hinein widerspiegeln und aktiv erlebbar machen.“
Die Entstehung des Museums wird dabei von der partizipativen Projektreihe „Stadtexpedition Kempten“ unterstützt, welche die Kemptener Bevölkerung in die Museumsgestaltung mit einbezieht. Von der Stiftung Lebendige Stadt wurde das Museum Mitte 2021 unter 251 Bewerbern als Deutschlands bestes Heimatmuseum 2020 ausgezeichnet.

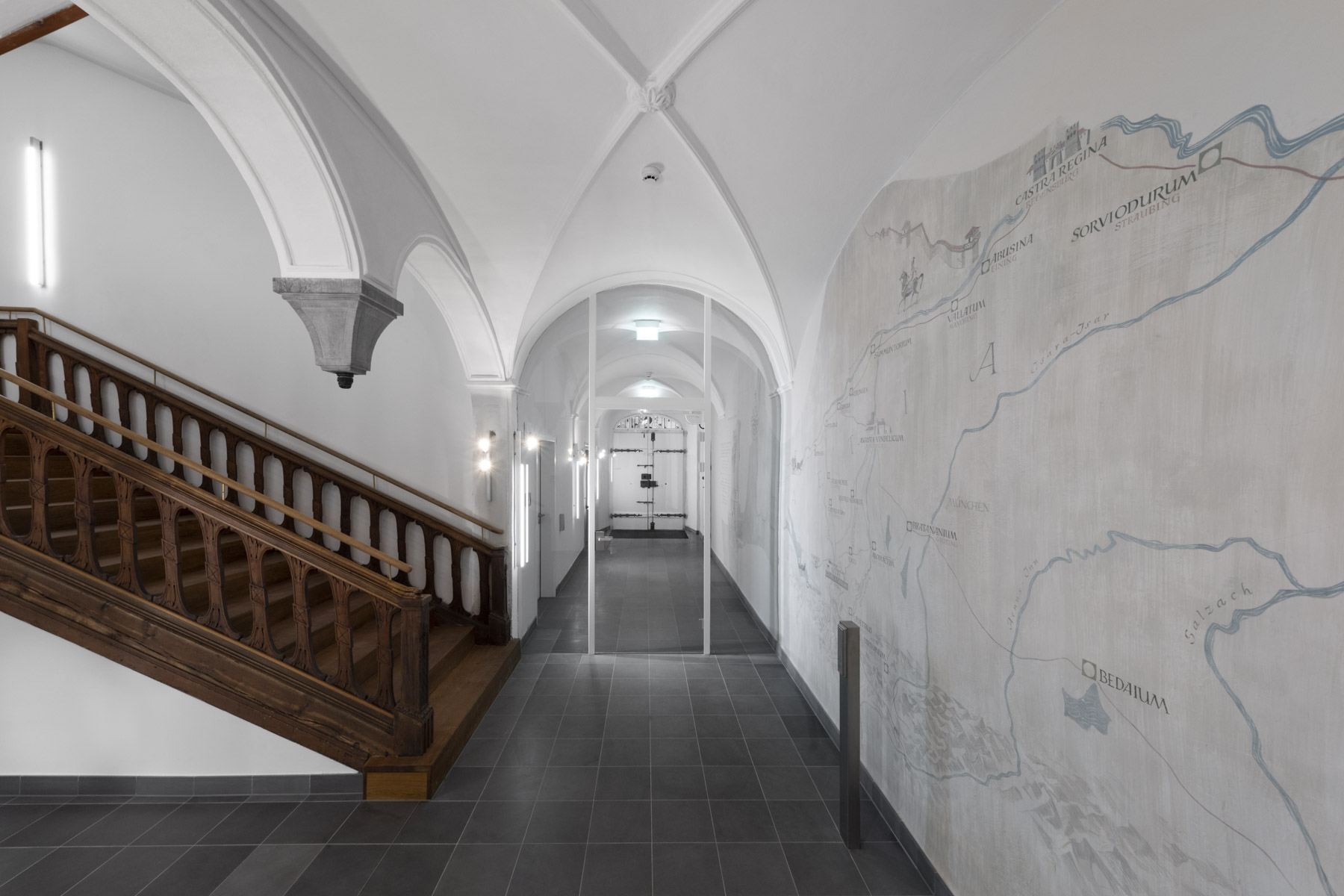
Blick in den Eingangsbereich des neuen Kempten-Museums im Zumsteinhaus